# 外新豐里
外新豐里，是台灣南部自清治時期至日治初期的一個行政區劃，其範圍即今台南市的關廟區中部。
外新豐里北邊為保東里，東邊為內新豐里，南邊為崇德西里，西邊為永豐里、歸仁北里。

## 管轄街庄
外新豐里共轄4個街庄：
- 今關廟區境內：關帝廟街、新埔庄、五甲庄、深坑仔庄